# Echo (canção de Iru Khechanovi)
"Echo" é uma canção da cantora georgiana Iru Khechanovi, lançada a 16 de março de 2023. A canção representou a Geórgia no Festival Eurovisão da Canção de 2023 após o triunfo de Iru na 5.ª temporada do The Voice Georgia. A canção competiu na 2.ª semifinal do Festival Eurovisão da Canção daquele ano mas não conseguiu se classificar para a grande final e acabou por ficar em 12.º lugar com 33 pontos.

## Contexto e composição
A cançâo é relatada como uma música que descreve o processo de alguém a tentar encontrar o amor. Em várias entrevistas, a interprete comparou o começo da música a quando alguém está sem amor, dizendo que a pessoa está perdida. Depois, com uma auto-descrita «bomba de amor» que enche a pessoa com a emoção do amor, a pessoa torna-se uma pessoa completamente diferente.